# Байрамали
Байрамалы (туркм. Baýramaly) — город в Марыйском велаяте Туркменистана. Расположен в Мургабском оазисе, в 375 км к востоку от Ашхабада. Хяким — Какамырат Аманмырадов (2013).
Население — 70 376 человек (2022).

## История
Станция Закаспийской железной дороги Байрам-Али была основана в 1886 году. В 1887 году было учреждено Мургабское государево имение, управление которого было построено возле станции и со временем дало начало городу. В 1898 г. было открыто почтовое отделение (в 1912 г. почтово-телеграфное отделение).
Байрам-Али возник возле древнего Мерва, который является архитектурным и археологическим памятником всемирного значения и включен в Список всемирного наследия ЮНЕСКО.
В Байрам-Али имеется уникальный санаторий на 1000 мест, в котором благодаря жаркому климату туркменского лета и прохладному мягкому климату зимы созданы благоприятные условия для эффективного лечения заболеваний почек.
В Байрам-Али сняты некоторые эпизоды фильма «Белое солнце пустыни».

## География
Город расположен в Мургабском оазисе (сухая дельта Мургаба), в 27 км к востоку от административного центра велаята Мары, в 375 км к востоку от Ашхабада.
Железнодорожная станция.
Климатический курорт: лечение хронических заболеваний почек нетуберкулезного происхождения при отсутствии нарушений кровообращения, а также лечение больных с заболеваниями сердечно-сосудистой системы. Сезон — с апреля по ноябрь.
Лето жаркое, сухое (температура свыше +30 °С), солнечных дней в году около 290. Зима мягкая. Средняя годовая влажность 50 % (летом 25 %). Осадков в год 130 мм.

## Климат
| Показатель                    | Янв. | Фев. | Март | Апр. | Май  | Июнь | Июль | Авг. | Сен. | Окт. | Нояб. | Дек. | Год  |
| ----------------------------- | ---- | ---- | ---- | ---- | ---- | ---- | ---- | ---- | ---- | ---- | ----- | ---- | ---- |
| Средний суточный максимум, °C | 8,4  | 11,1 | 17,6 | 25,3 | 31,6 | 36,6 | 38,4 | 36,0 | 31,3 | 23,9 | 17,5  | 11,0 | 24,0 |
| Средняя температура, °C       | 2,4  | 4,7  | 10,6 | 18,0 | 24,7 | 28,8 | 30,7 | 28,9 | 22,4 | 15,4 | 9,7   | 4,8  | 16,7 |
| Средний суточный минимум, °C  | −2   | −0,3 | 5,1  | 11,5 | 16,3 | 20,5 | 22,7 | 19,9 | 13,9 | 7,9  | 3,6   | 0,8  | 9,9  |
| Норма осадков, мм             | 29   | 22   | 34   | 27   | 14   | 1    | 0    | 0    | 1    | 9    | 14    | 24   | 175  |
| Источник: World Climate       |      |      |      |      |      |      |      |      |      |      |       |      |      |

## Население
| Год                     | 1969 | 1991 | 2009 |
| Население, тыс. жителей | 31   | 53   | 88,5 |

| Год  | Численность | Численность |
| ---- | ----------- | ----------- |
| 1939 | 19 575      | [ 12 ]      |
| 1959 | 24 156      | [ 13 ]      |
| 1970 | 31 987      | [ 14 ]      |
| 1979 | 37 531      | [ 15 ]      |
| 1989 | 43 824      | [ 16 ]      |
| 1995 | 54 300      | [ 17 ]      |
| 2009 | 88 486      |             |
| 2017 | 110 545     |             |

## Экономика
Предприятия хлопкоочистительной, пищевой и промышленности стройматериалов. В районе Байрам-Али ведётся добыча природного газа.

## Достопримечательности
- Вблизи Байрам-Али расположены руины древнего Мерва.
- В 28 км к северу сырцовый мавзолей Худай-Назар-овлия (начало XII века).
- Церковь Алексия, митрополита Московского (построена в 1910 году)

## Известные уроженцы
- Таира Таирова — министр иностранных дел Азербайджанской ССР (1959—1983).
- Алексей Ефентьев — советский/российский военнослужащий, подполковник, легенда Первой Чеченской войны
- Джамалдин Ходжаниязов — российский футболист[18][19], чемпион Европы в возрастной категории до 17 лет (2013).
- Чарыев Курбандурды — советский, российский живописец, Заслуженный деятель искусств РБ (2004). Главный художник Национального Молодёжного театра РБ (1998—2000).
- Лилия Дроздова — советская и российская актриса театра и кино. Лауреат Сталинской премии третьей степени (1952). Народная артистка РСФСР (1971).
- О позднем периоде жизни Хайяма Историки указывают, что некоторое время он пребывал в Мерве, а в какой-то момент вернулся в родной Нишапур